# 物部二田塩
物部二田 塩（もののべのふつた の しお）は、飛鳥時代の豪族。姓は造。

## 系譜
物部二田氏は、筑前国鞍手郡二田郷（現在の福岡県鞍手郡鞍手町）を本拠とする伴造氏族で、「物部」は伴部の物部であり、二田は本拠地の地名によるものである。『新撰姓氏録』未定雑姓、右京によると、「二田物部（ふたたのもののべ）。神饒速日天降之時従者。二田天物部之後也」とあり、『先代旧事本紀』天神本紀によると、「五部の造が供領（とものみやつこ）となり、天物部(あまのもののべ)を率いて天降りお仕えした」とあり、その中の一つに「二田造（ふただのみやつこ）」の名が挙げられており、さらに、「天物部ら二十五部の人が、同じく兵杖を帯びて天降り、お仕えした」とあって、その筆頭に「二田物部（ふただのもののべ）」の名が挙げられている。

## 記録
物部二田塩の名前は、『日本書紀』巻第二十五の以下の箇所にのみ現れる。
大化5年（649年）3月、蘇我日向の讒言により、蘇我倉山田石川麻呂は一族とともに山田寺の仏殿で自殺した。この時、木麻呂・蘇我日向・穂積咋らに率いられた追討軍が山田寺を包囲したが、塩を召して、既に自決している石川麻呂の首を斬らせたという。
この有様を耳にした中大兄皇子の妃であった蘇我造媛（遠智娘）は悲しみもだえ、「塩」という名前を聞くことを嫌い、そのため近臣のものたちは「塩」のことを堅塩（きたし）と呼ぶようになった。造媛はこのことが原因でなくなってしまった。

## 考察
斬首の際の塩の仕業は、伴部としての物部が処刑を行う際の作法を表していると、平野卓治は述べている。
また、塩の行った残虐な行為の背景には、孝徳天皇が大化元年8月に東国国司を任命し、翌年3月にその中の一人であった穂積咋が勤務状況を叱責されているところから、「改新」派への反「改新」派側からの反発の意味もあったのではないか、と篠川賢は述べている。